# Igreja de São Pantaleão (Veneza)

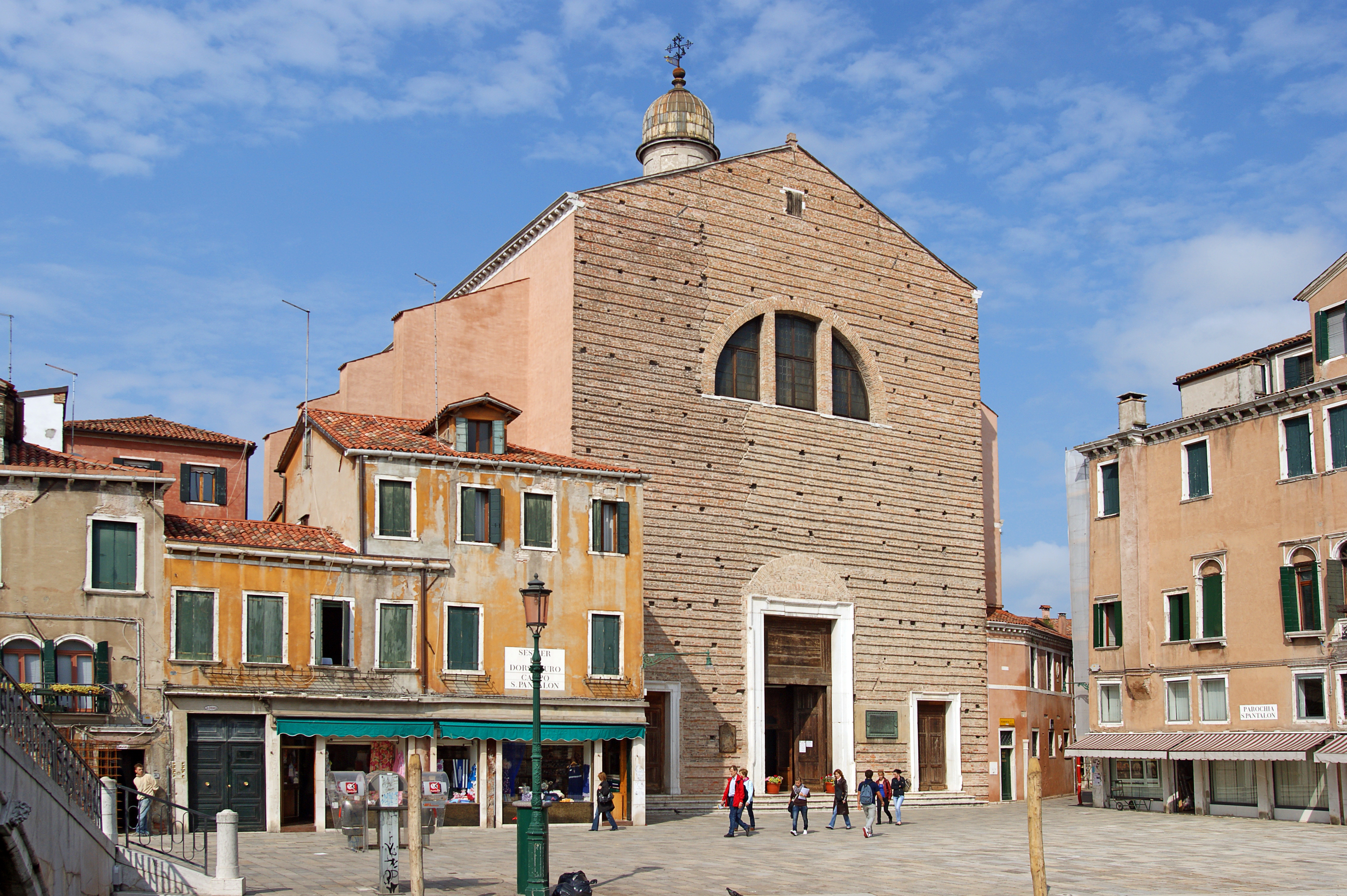
Fachada da igreja de São Pantaleão, em Veneza

A Igreja de São Pantaleão (em italiano:  Chiesa di San Pantalon) é um edifício religioso situado no Campo San Pantalon, não muito longe do Campo Santa Margherita, no sestiere de Dorsoduro (Veneza, Itália), pertencente ao patriarcado de Veneza. A última reconstrução foi feita em 1668, consagrando-se o edifício em 1745.
Pantalon é a denominação na língua véneta do nome de um santo mártir. O edifício é de origens antigas, mas ignora-se a data precisa da fundação. Em 1009, sendo doge de Veneza Ottone Orseolo, foi reconstruída pela família Giordani e posteriormente sofreu novas reformas e consagrações. A aparência actual deve-se à reconstrução iniciada em 1668 sobre projeto de Francesco Comino, quando a antiga igreja foi demolida por ser perigosa. foi inaugurada definitivamente em 1745, ano em que foi novamente consagrada pelo patriarca Alvise Foscari.
Enquanto centro paroquial, São Pantaleão está atualmente compreendida no Vicariato de San Polo-Santa Croce-Dorsoduro, parte do Patriarcado de Veneza. A circunscrição da paróquia era muito vasta, mas em 1810 reduziu-se bastante com a instituição das paróquias dos Frari e da Santa Maria dei Carmini, e com a ampliação da paróquia de São Nicolau de Tolentino.
A fachada ficou incompleta.

## Interior
Na igreja é de destacar a pintura do teto, O martírio de São Pantaleão, obra de Gian Antonio Fiumani, pintada entre 1680 e 1704. Não se trata de um fresco, mas de uma vastíssima pintura sobre tela, provavelmente o maior do mundo. Diz-se que Fiumani, depois de 24 anos de trabalho, morreu por queda do andaime enquanto o terminava.
Outra pintura interessante é São Pantaleão que cura uma criança, última obra de Veronese (1587). Na capela do Sacro Chiodo, destaca a Coroação da Virgem de Antonio Vivarini e Giovanni d'Alemagna (1444) e uma Anunciação de meados do Trecento atribuída a Paolo Veneziano.

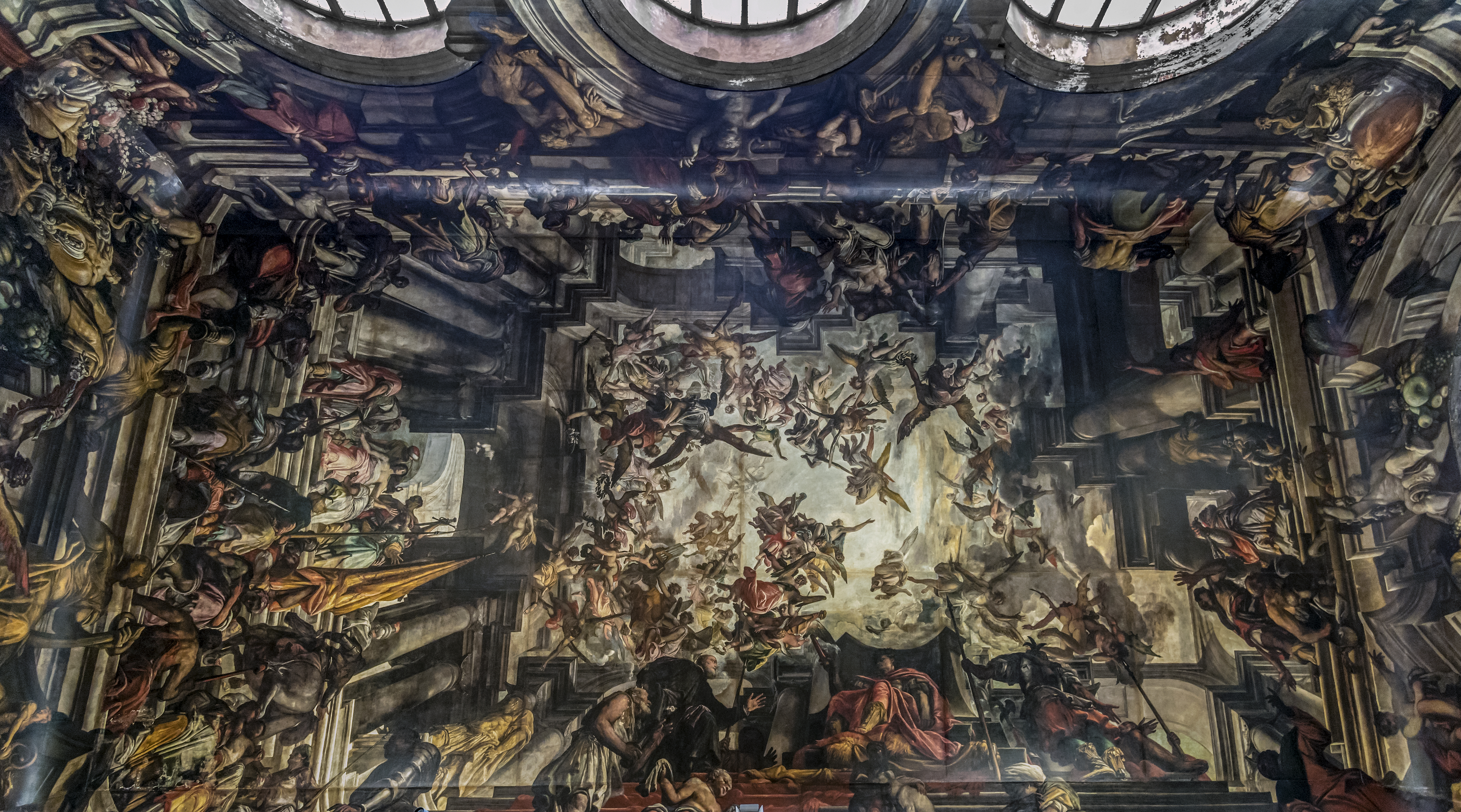
O Martírio de São Pantaleão
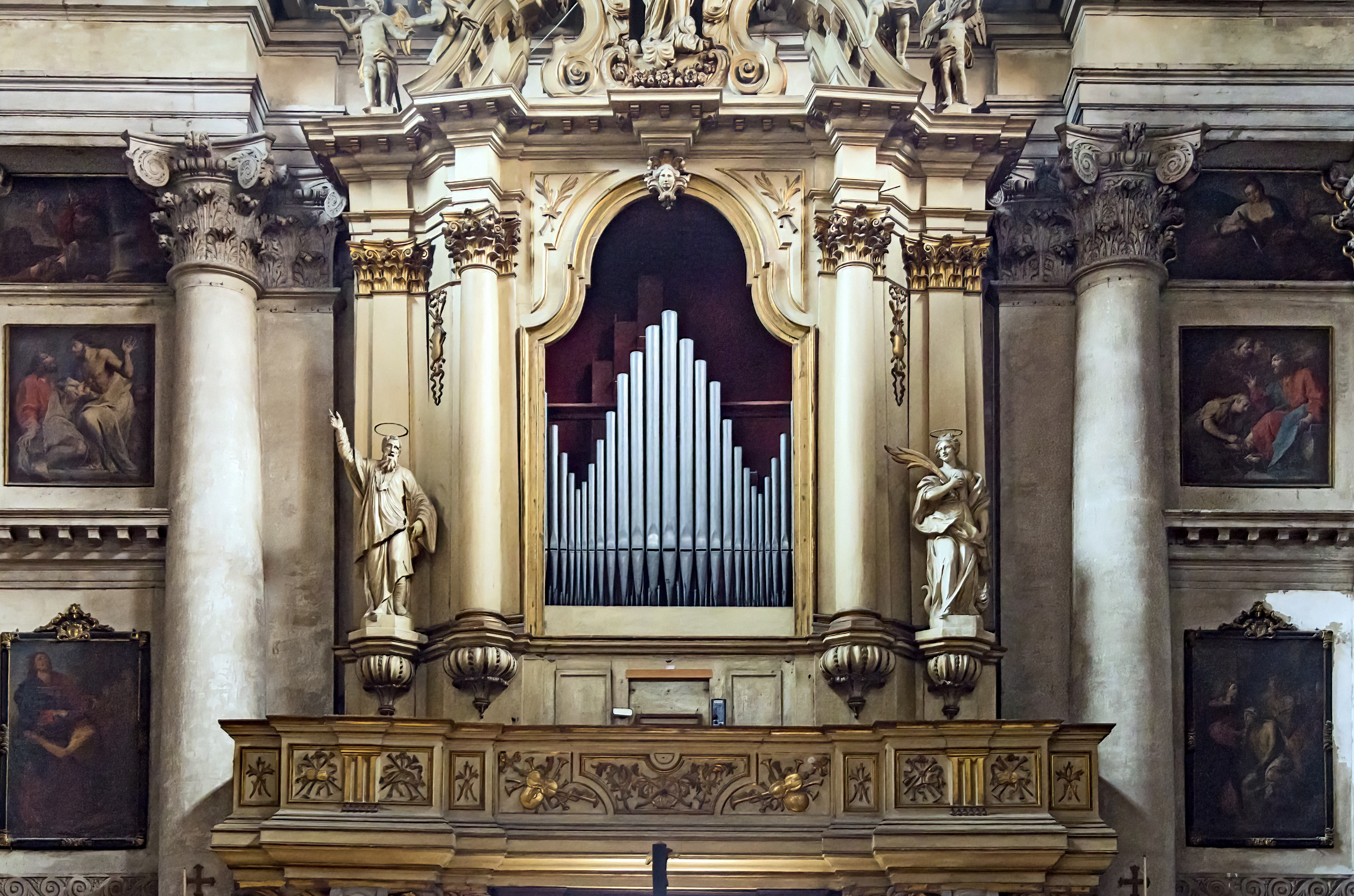
O órgão, Op. 400 Gaetano Callido
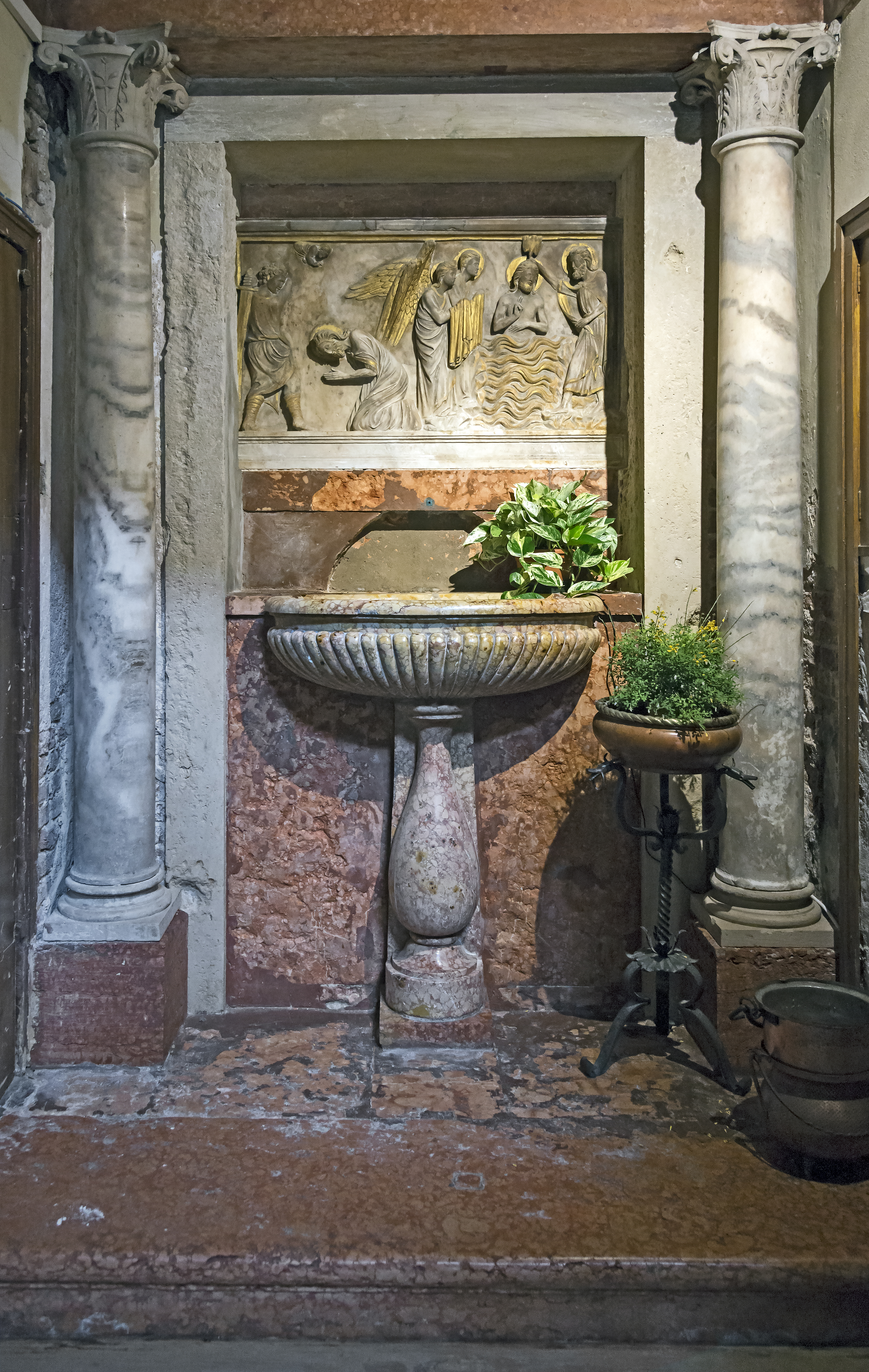
A fonte batismal
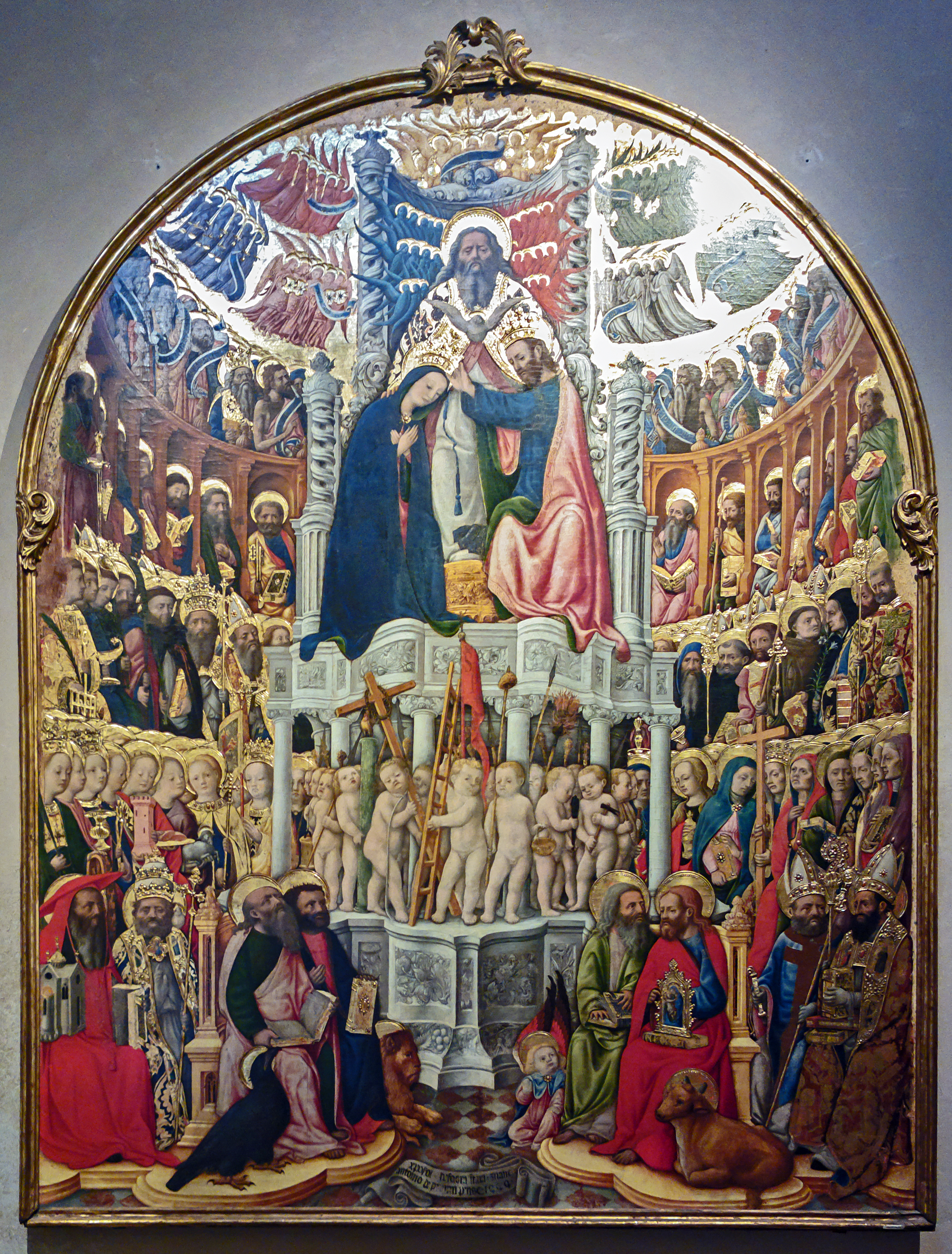
Coroação da Virgem de Antonio Vivarini e Giovanni d'Alemagna
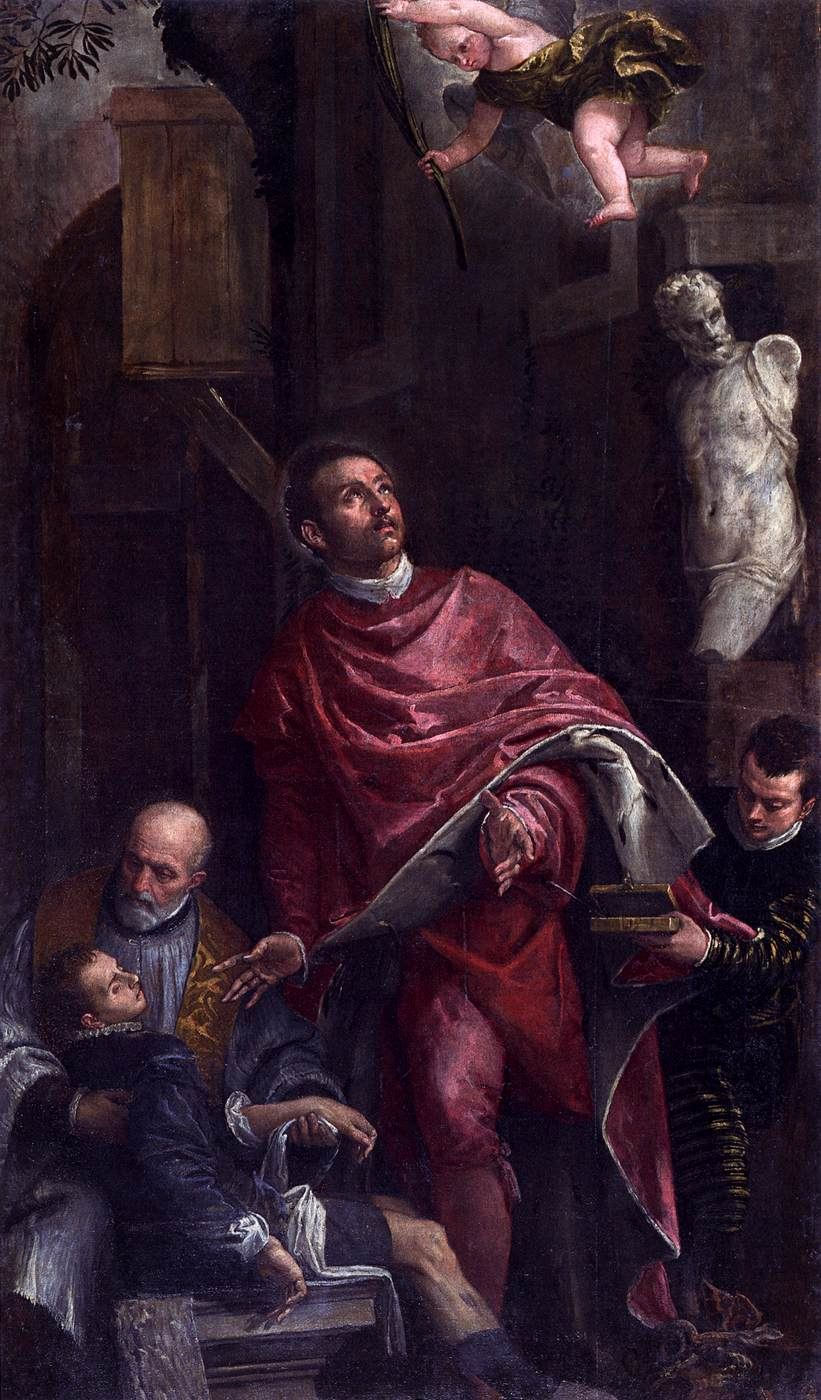
São Pantaleão que cura uma criança Veronese